# A Cork Leg Legacy
A Cork Leg Legacy è un cortometraggio muto del 1909. Il nome del regista non viene riportato nei credit del film.

## Trama
Dopo la morte della moglie, il marito legge il testamento dove la donna lascia tutti i suoi beni immobili alla figlia mentre a lui lascia la propria gamba di legno. L'uomo, irritato e rabbioso, butta la gamba fuori dalla finestra, facendola finire in strada dove viene raccolta da un barbone. Il marito, nel frattempo, ha letto che la moglie gli ha lasciato dentro la gamba una busta contenente centomila dollari. L'uomo corre a cercare la gamba che però è sparita. Anche il vagabondo non sa che farsene e finisce per disfarsene. I due uomini si ritrovano e partono insieme a caccia della gamba che è stata buttata in discarica.

## Produzione
Il film fu prodotto dalla Lubin Manufacturing Company.

## Distribuzione
Distribuito dalla Lubin Manufacturing Company, il film - un cortometraggio della lunghezza di 104 metri - uscì nelle sale cinematografiche statunitensi il 7 giugno 1909. Nelle proiezioni, veniva programmato con il sistema dello split reel, accorpato in un'unica bobina con un altro cortometraggio prodotto dalla Lubin, la commedia Saucy Sue.